# Marc Stendera
Marc Stendera (* 10. Dezember 1995 in Kassel) ist ein deutscher Fußballspieler. Der Mittelfeldspieler steht seit der Saison 2023/24 beim SKN St. Pölten unter Vertrag.

## Karriere

### Vereine
Stendera begann mit dem Fußball in der Jugend des TSV Heiligenrode und ging später zu OSC Vellmar. 2010 zog es ihn in das Nachwuchsleistungszentrum von Eintracht Frankfurt. Dort vertrat er die Eintracht u. a. in der B- und A-Junioren-Bundesliga.
Ab der Saison 2012/13 nahm Stendera am Training der ersten Mannschaft teil. Ende Oktober 2012 verlängerte er seinen Vertrag, der an seinem 18. Geburtstag zu einem Profivertrag wurde, bis zum 30. Juni 2015. Am 6. April 2013 (28. Spieltag) kam er bei der 0:1-Niederlage im Heimspiel gegen den FC Bayern München zu seinem Bundesligadebüt. Zu diesem Zeitpunkt war Stendera 17 Jahre, drei Monate und 27 Tage alt und ist damit einer der jüngsten Bundesliga-Profis aller Zeiten. Am 30. Spieltag der Spielzeit 2012/13 stand er am 20. April 2013 beim 1:0-Sieg im Heimspiel gegen den FC Schalke 04 erstmals in der Startelf und bereitete das Siegtor vor. Am 13. Juli 2013 zog sich Stendera in der Saisonvorbereitung bei einem Testspiel in Frankfurt-Höchst gegen den VfR Aalen einen Kreuzbandriss im rechten Knie zu und musste danach fast bis zum Ende der Saison pausieren. Seinen ersten Treffer in der Bundesliga erzielte er am 22. November 2014 beim 3:1-Sieg bei Borussia Mönchengladbach. In der Saison 2014/15 stand Stendera für Eintracht Frankfurt 20-mal in der Startformation, wurde 25-mal eingesetzt und erzielte drei Tore. Am 24. Oktober 2015 erzielte Stendera beim 2:1-Auswärtssieg gegen Hannover 96 erstmals in seiner Karriere zwei Tore in einem Bundesligaspiel. Im Mai 2018 gewann er mit der Eintracht nach einem 3:1-Finalsieg gegen den FC Bayern München den DFB-Pokal. Im August 2018 wurde Stendera vom neuen Trainer Adi Hütter mit sechs weiteren Spielern aus dem Kader gestrichen und in eine separate Trainingsgruppe versetzt. Anfang September 2018 wurde er gemeinsam mit den übrigen vier Spielern, die bis zum Ende der Transferperiode keinen neuen Verein gefunden hatten, wieder in das Mannschaftstraining integriert und kam bis Saisonende zu elf Pflichtspieleinsätzen, davon vier in der Europa League.
Anfang September 2019 wurde Stenderas bis 2020 laufender Vertrag in Frankfurt in gegenseitigem Einvernehmen aufgelöst. Anschließend unterschrieb er einen Einjahresvertrag beim Zweitligisten Hannover 96. In Hannover absolvierte er 17 Ligaspiele (10 davon in der Startelf) und kam auf 3 Torvorbereitungen.
Nach Auslaufen seines Vertrages schloss sich Stendera zur Spielzeit 2020/21 dem damaligen Drittligisten FC Ingolstadt 04 an. Er schaffte mit der Mannschaft den Aufstieg in die 2. Bundesliga. In der Winterpause der Saison 2021/22 wurde er vom Cheftrainer Rüdiger Rehm aus dem Profikader gestrichen. Nach fast einem vertragslosen Jahr unterschrieb Stendera am 28. Dezember 2022 einen Vertrag beim Drittliga-Aufsteiger VfB Oldenburg bis Sommer 2024. Stendera sollte dafür sorgen, dass der Klassenerhalt erreicht wird und sich der Verein in der Liga etabliert. Vor allem seine Standardstärke und Erfahrung überzeugten die Verantwortlichen des Drittligisten. Durch den Wechsel traf er auch wieder auf seinen Ex-Club FC Ingolstadt mit Ex-Trainer Rüdiger Rehm. Für Oldenburg kam er zu 13 Drittligaeinsätzen, mit dem Team stieg er aber zu Saisonende aus dem Profibereich ab.
Zur Saison 2023/24 wechselte Stendera daraufhin zum österreichischen Zweitligisten SKN St. Pölten, bei dem er einen bis Juni 2025 laufenden Vertrag erhielt.

### Nationalmannschaft
Auf internationaler Ebene durchlief Stendera die U17-, U18- und U19-Nachwuchsmannschaften des DFB und nahm im Zuge dessen an der U17-Europameisterschaft 2012 in Slowenien teil. Dort erreichte er mit der Mannschaft das Finale, verlor jedoch mit 4:5 im Elfmeterschießen gegen die Auswahl der Niederlande. 2013 debütierte Stendera in der deutschen U19-Auswahl. Mit ihr wurde er am 31. Juli 2014 durch ein 1:0 im Finale gegen Portugal in Budapest U19-Europameister. 2014 und 2015 war Stendera Spieler der U20-Nationalmannschaft. Im Mai 2015 wurde er in den Kader für die U20-Weltmeisterschaft in Neuseeland berufen.

## Erfolge
Eintracht Frankfurt
- DFB-Pokal-Sieger: 2018
  - Finalist: 2017

FC Ingolstadt 04
- Aufstieg in die 2. Bundesliga: 2021

Nationalmannschaft
- Vize-U17-Europameister: 2012
- U19-Europameister: 2014

## Privates
Sein jüngerer Bruder Nils (* 2000) steht als Mittelfeldspieler seit 2021 bei Hessen Kassel unter Vertrag; er hat dort einen Vertrag bis 2025.